# Jesús M. Toribio
Jesús M. Toribio (Jesús Martín Toribio, 10 de noviembre de 1988, Madrid, España) es el teclista, compositor y letrista de la banda de power metal Phoenix Rising. Compagina su labor en la banda con los estudios de ingeniería aeronáutica en la Universidad Politécnica de Madrid.

## Primeros años
Comienza a estudiar música a la edad de 5 años, en un principio animado por su abuelo paterno. Años más tarde entra en el conservatorio Rodolfo Halffter de Móstoles donde desarrolla sus conocimientos musicales. En 2011 obtiene el Título Profesional de Música en piano, teoría musical y composición.

## Carrera
Durante ese periodo, su interés musical le lleva a involucrarse con diferentes formaciones musicales inestables hasta que en 2010, se termina uniéndose a las filas de la banda de symphonic power metal, Quinta Enmienda, con quienes ya había colaborado en su primer álbum Ne Bis in Idem.

En 2011 es entrevistado por la compañía multinacional Korg después de ser incluido por el fabricante de teclados en una lista donde figuran los principales artistas abanderados de la marca.
Durante la primera mitad de 2012, Quinta Enmienda cambia su nombre a Phoenix Rising después de firmar un contrato discográfico por tres discos con el sello alemán Sonic Attack. En marzo de 2012, el primer álbum bajo la denominación de Phoenix Rising sale a la luz. El título elegido es MMXII y Toribio participa activamente en los procesos de composición, grabación y producción del disco.
Actualmente se encuentra trabajando en la posproducción del nuevo álbum cuya fecha de salida está prevista para enero de 2014. 

## Discografía

### Phoenix Rising
- MMXII (Doble CD) (2012)
- Versus (2014)

### Quinta Enmienda
- Quinta Enmienda – Ne Bis in Idem (2010)